# Odal von Alten-Nordheim
Odal von Alten-Nordheim (* 21. Mai 1922 in Holzminden; † 28. Juli 2004) war ein deutscher Landwirt und Politiker (CDU).

## Leben und Beruf
Nach dem Schulbesuch wurde Alten-Nordheim zur Wehrmacht eingezogen. Er nahm von 1940 bis 1945 als Soldat am Zweiten Weltkrieg teil und wurde zuletzt zum Oberleutnant befördert. Anschließend arbeitete er in der Landwirtschaft. 
Gebürtig aus der Familie von Nordheim, erbte er infolge Adoption durch die Familie von Alten das Gut Wormsthal. Ab 1950 bewirtschaftete er den dortigen land- und forstwirtschaftlichen Betrieb. Außerdem war er Präsident des Gesamtverbandes der Deutschen Land- und Forstwirtschaftlichen Arbeitgeberverbände und Vizepräsident der Bundesvereinigung deutscher Arbeitgeberverbände. Zudem war er Vorsitzender des Niedersächsischen Landbundes in der Grafschaft Schaumburg und stellvertretender Vorsitzender des Unternehmerverbandes Niedersachsen.

## Partei
Alten-Nordheim war Mitglied der CDU. Er gehörte dem Gemeinderat von Wormsthal und dem Kreistag des Landkreises Schaumburg an. Er wurde bei der Bundestagswahl 1969 über die Landesliste der CDU Niedersachsen in den Deutschen Bundestag gewählt, dem er bis 1976 angehörte.